# Churchill National Park
Churchill National Park är en nationalpark i Australien.   Den ligger i delstaten Victoria, i den sydöstra delen av landet, 400 km sydväst om huvudstaden Canberra. Churchill National Park ligger 132 meter över havet. Arean är 2,7 kvadratkilometer.
I omgivningarna runt Churchill National Park växer i huvudsak städsegrön lövskog.